# Parc Jarry
Pour les articles homonymes, voir Jarry.
Le parc Jarry est un grand parc de Montréal situé dans le quartier Parc-Extension.

## Toponyme
Le parc Jarry rappelle la mémoire de Raoul Jarry (1885-1930), conseiller municipal du quartier de Villeray à partir de 1921. Membre du comité exécutif de la ville à partir de 1924, il fait aussi partie du comité qui recommande la location de ce parc.

## Histoire

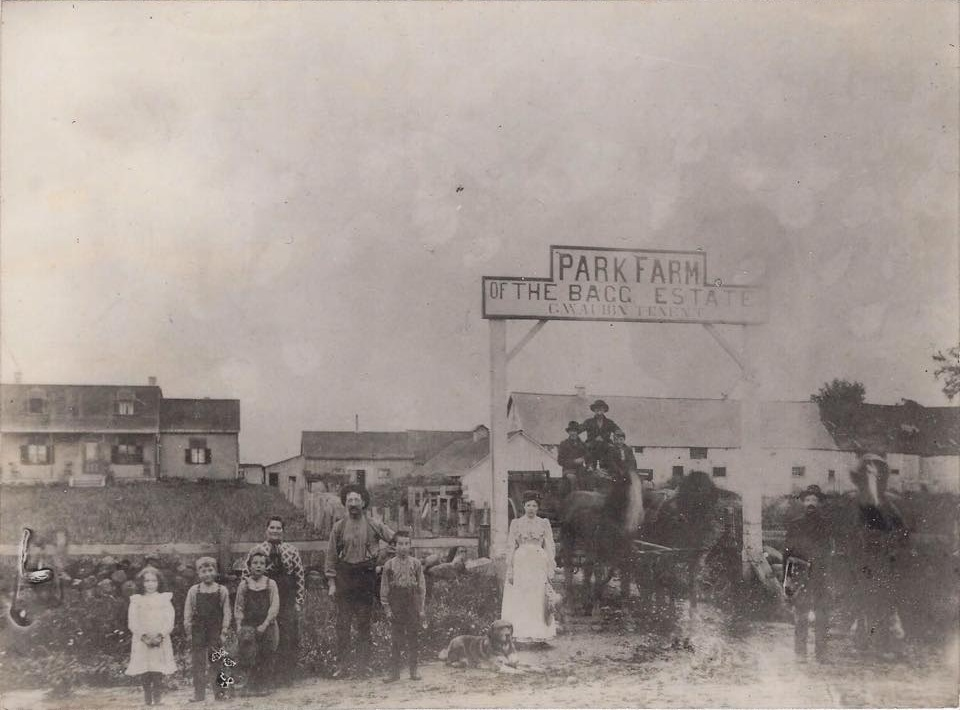
Ferme Park du lotissement Bagg Estate, 1900

Pour oxygéner la ville et faire en sorte que les jeunes et les adultes puissent pratiquer des activités saines pour le corps, le besoin d'un parc se faisait sentir. Le terrain du parc appartenait à la Stanley Bagg Corporation et la succession loua à la ville de Montréal cet emplacement en 1925, et ce, pour deux baux de dix années.
Durant cette période, on équipe l'espace vert de 35,6 hectares qu'est le parc essentiellement formé d'arbres dont l'érable à sucre et l'orme d'Amérique le tout bordé par des cerisiers sauvages à l'emplacement actuel du terrain de stationnement d'Hydro-Québec avec quelques appareils dont des balançoires, des bacs à sable, des bascules et des glissoires. Le ruisseau Saint-Aubin qui traversait alors le parc dans l'axe est-nord est comblé et on agrémente le parc de vespasiennes tout en permettant aux piétons d'avoir accès au parc par un tunnel qui est creusé sous le boulevard Saint-Laurent à la hauteur de la rue Gounod au début des années 1930.  Ce tunnel sera enterré définitivement en 1975.
La ville achète le parc en 1945.
En 1960, on construit un stade tout en réaménageant le parc en le dotant d'une piste d'athlétisme, d'un chalet et d'une patinoire avec de la glace artificielle. 
Le 24 juin 1965, le Parc Jarry était l'hôte du grand spectacle sur scène de la Fête de la Saint-Jean, aujourd'hui la Fête nationale du Québec. Sur les tréteaux du Parc Jarry devant quarante mille personnes, on pouvait entendre Pauline Julien, Clémence DesRochers, Jean-Pierre Ferland, Hervé Brousseau, Les Cailloux, Christine Charbonneau, Pierre Calvé, Renée Claude et Pierre Létourneau y aller de leurs chansons.
Les Expos de Montréal ont disputé leur premier match à domicile le 14 avril 1969 au stade Jarry. Ce match a eu lieu quelques jours après leur première apparition, au Shea Stadium, dans une victoire contre les Mets de New York. Les Expos sont domiciliés au stade du parc Jarry jusqu’en 1976. L’année suivante, ils s’installent au Stade Olympique de Montréal.
Dès 1981, le stade Jarry sera utilisé pour les compétitions de tennis de haut calibre. Il subira une transformation importante à la suite d'une entente entre la ville de Montréal et Tennis Canada survenue en février 1995.
En 1984, le parc reçoit le pape Jean-Paul II qui y célèbre la messe. En son honneur, de 1985 à 1988, le parc portera son nom.
En 1990, le secteur sud-est est aménagé en zone verte qui comprend un étang et un sentier qui le longe pour le bonheur des promeneurs. De plus l'anneau central est créé libre de tous arbres et arbustes pour les adeptes du cerf-volant de traction ou libre hiver comme été.
En mai 2006, le Parc Jarry devient le premier grand parc urbain branché de Montréal et du Québec. On peut donc avoir accès gratuitement à internet haut débit et cela gratuitement en ayant un portable ou un PDA ou un cellulaire acceptant la technologie IP sur l'ensemble de son territoire. Un autre élément qui concourt à faire du parc Jarry un parc du IIIe millénaire en y intégrant la technologie est la réalisation en 2011 d'une audioballade gratuite intitulée "Dans le ventre du parc Jarry" d'une durée variant entre 45 et 35 minutes selon son point de départ et accessible via le site de la Coalition des amis du parc Jarry et d'Audiotopie ou via le réseau sans fil du parc en téléchargeant celui-ci. Et pour ceux et celles qui n'ont pas accès à Internet, on peut emprunter des lecteurs gratuitement à la bibliothèque de Parc-Extension au comptoir de référence au 415 rue Saint-Roch.

## Galerie

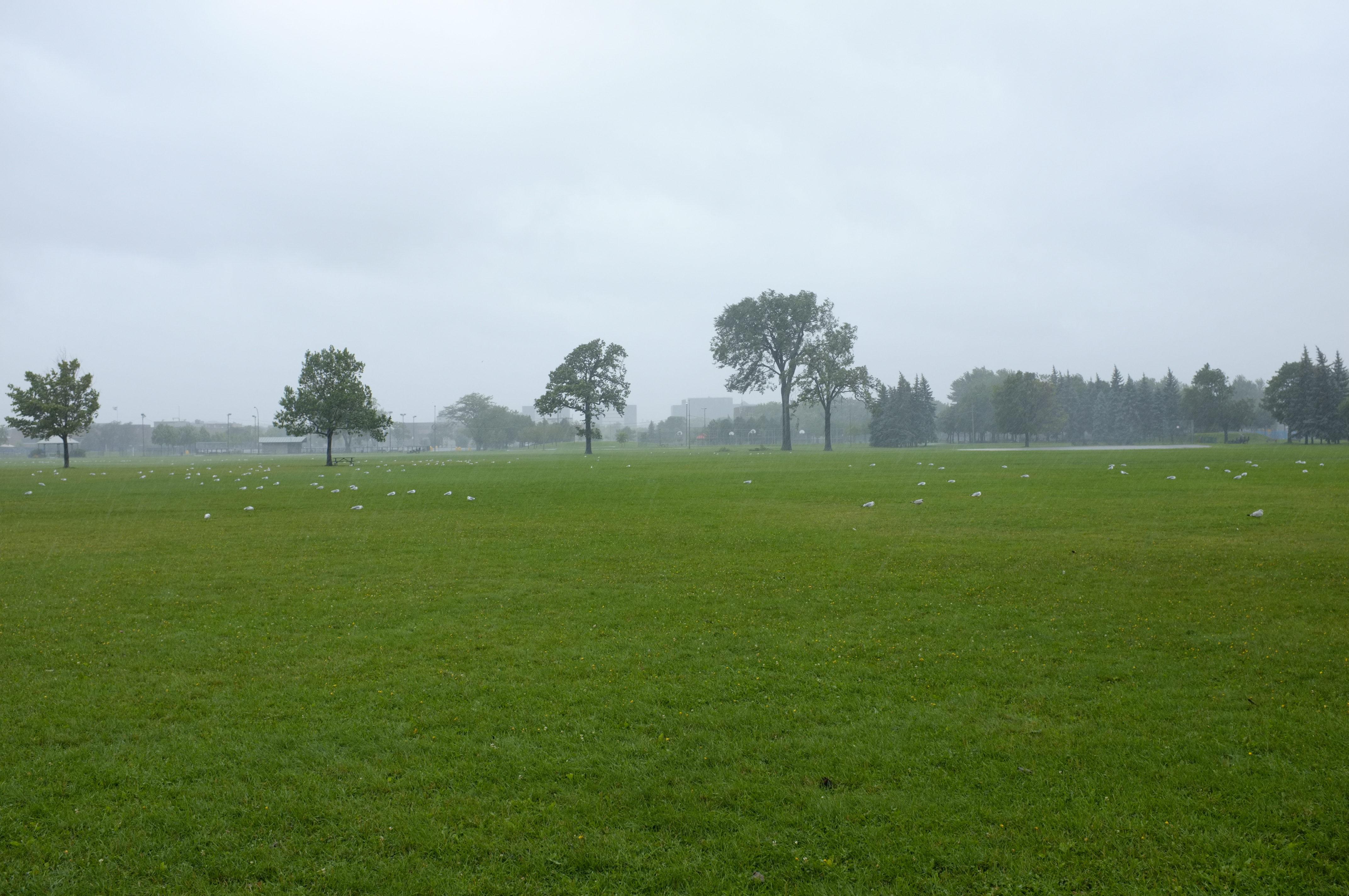
Espace bordé d'arbres
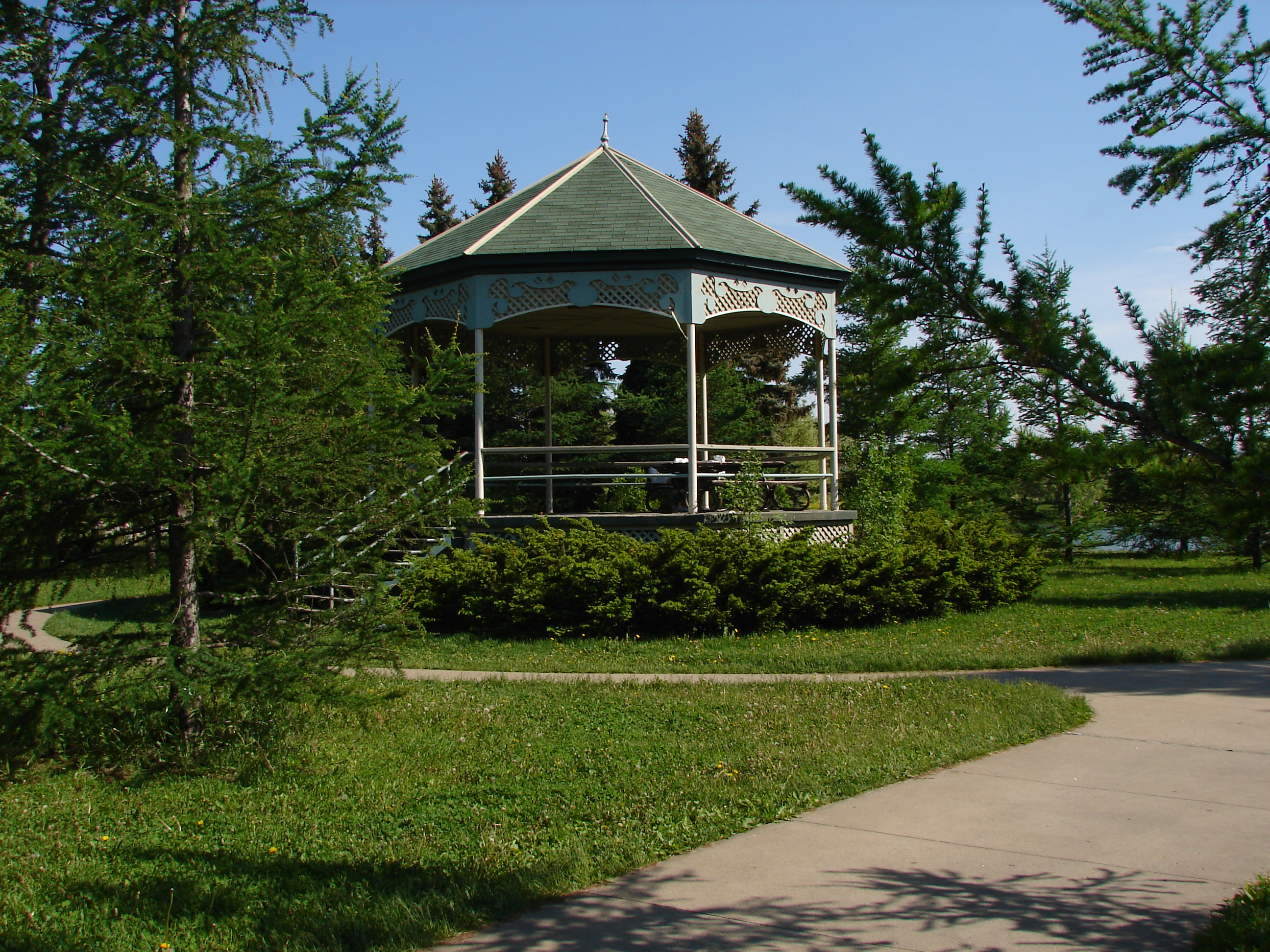
Gazébo
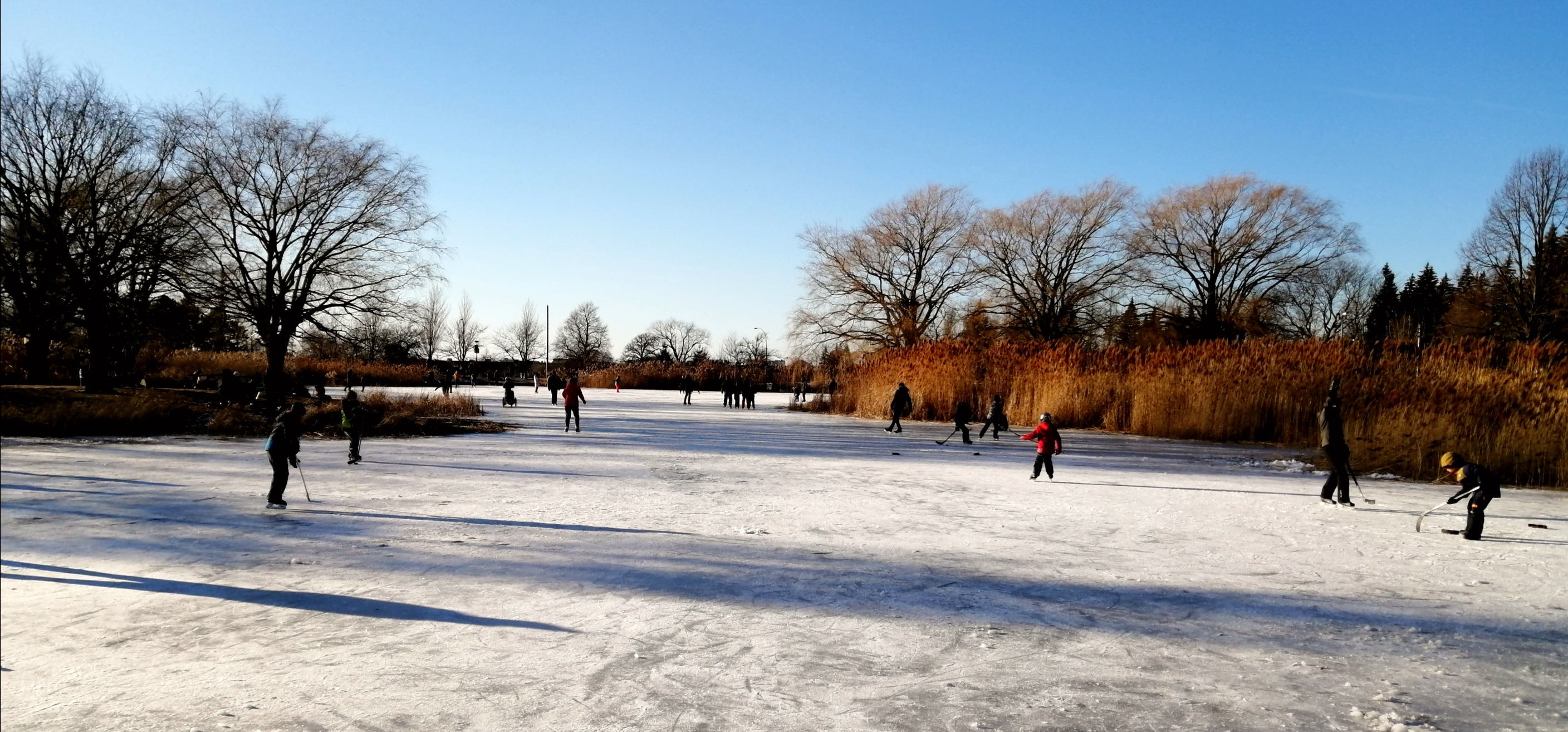
Patinoire de l'étang